# Espuéndolas
Espuéndolas es una localidad española perteneciente al municipio de Jaca, en la provincia de Huesca. Forma parte de la comarca de la Jacetania, en la comunidad autónoma de Aragón. 

## Geografía

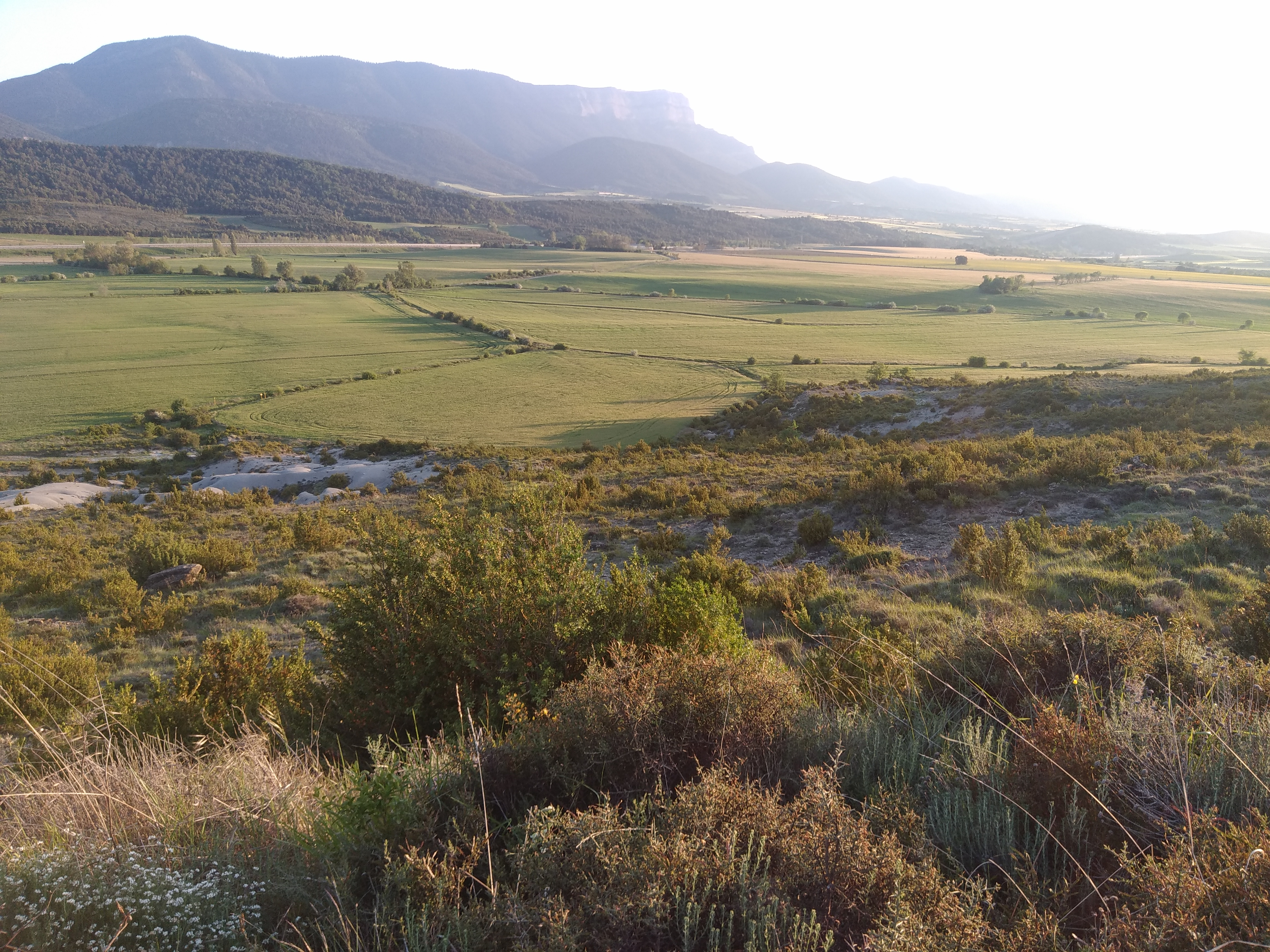
La Val Ancha con la Peña Oroel al fondo

Se encuentra en la ladera meridional de la sierra de Baraguás, sobre una "corona" (altozano), a 924 metros de altitud, que domina la Val Ancha. Está flanqueado por dos barrancos que avenan el río Tubilana que llevará sus aguas al Gállego. Es el la población situada más al este del municipio de Jaca y hace frontera con el de Sabiñánigo.

### La Val Ancha
Se integra en la comarca llamada la Val Ancha, que es una de las seis unidades territoriales que integran las localidades que forman parte del municipio de Jaca. A ella pertenecen las 14 poblaciones siguientes: Guasa, Ipas, Lerés, Badaguás, Baraguás,  Gracionépel, Espuéndolas, Barós, Ulle, Navasa, Navasilla, Orante, Martillué y Jarlata.
La Val Ancha es la primera zona abierta al sur de los Pirineos adecuada para la agricultura y ganadería. Constituye una amplia llanura que va desde Jaca hasta Sabiñánigo, cuyo límite septentrional está definido por la sierra de Baraguás mientras que la sierra de la Peña Oroel marca el meridional. Aquí, en un territorio relativamente reducido, sobre "coronas" (altozanos) se encuentran pequeñas localidades que tradicionalmente se han dedicado a la agricultura de secano y a la ganadería lanar y vacuna. Sufrió una fuerte despoblación a mediados del siglo XX con motivo de la emigración del campo a la ciudad.

### Cárcavas
Se puede contemplar el fenómeno de cárcavas, frecuente en la Val Ancha. Se define por la erosión que el agua produce en las laderas de suelos solubles como son las margas y calcitas. Forma profundas estrías, paralelas entre sí, que descienden de los collados y dejan el suelo sin vegetación. Es característico el color gris azulado de los suelos.

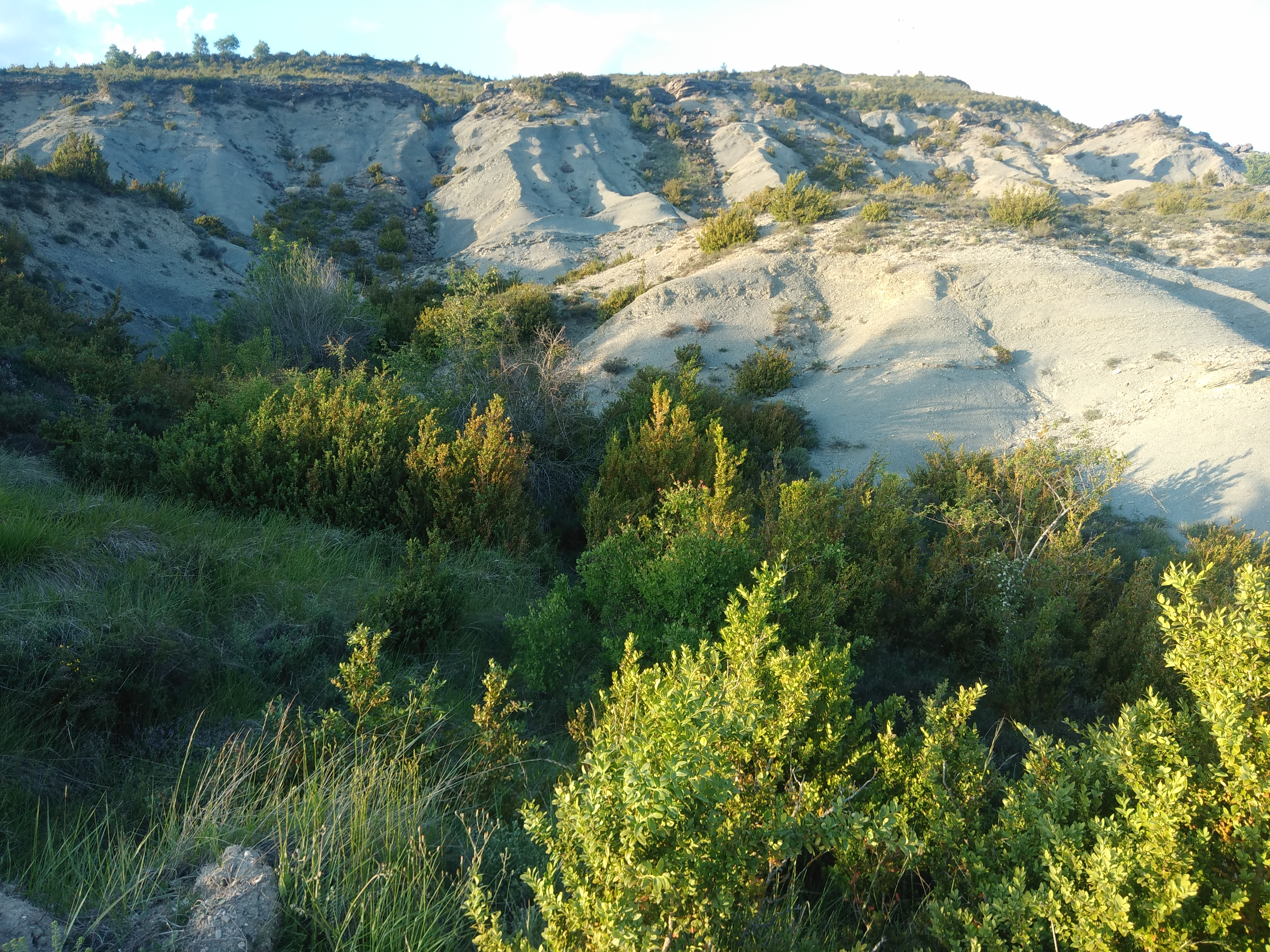
Paisaje de cárcavas

## Organización municipal
Formó municipio con Gracionépel, Martillue, Orante y Pardinilla. En 1964 juntamente con Navasa se unió al de Guasa y dos años más tarde, en 1966, se incorporó al de Jaca, del que forma parte dentro de la unidad territorial de la Val Ancha.

## Historia
Las primeras noticias de Espuéndolas se remontan a comienzos del siglo XI, cuando se conoce la existencia, entre 1020 y 1030, de García Fortuñones como "señor" de "Espanduras". Pocos años más tarde, en 1049, Sancho Garcés de "Spondelas" donó al monasterio de san Juan de la Peña el "monasteriolo" (pequeño cenobio) de san Julián de "Asperella", próximo a esta localidad. Intervinieron como testigos el rey Ramiro I y el obispo García de Aragón.
En 1495 Espuéndolas era propiedad del cabildo de la catedral de Jaca  y en esta situación permaneció durante tres siglos y medio, hasta la desamortización de los bienes eclesiásticos promovida por el ministro Juan Álvarez Mendizábal en 1836.

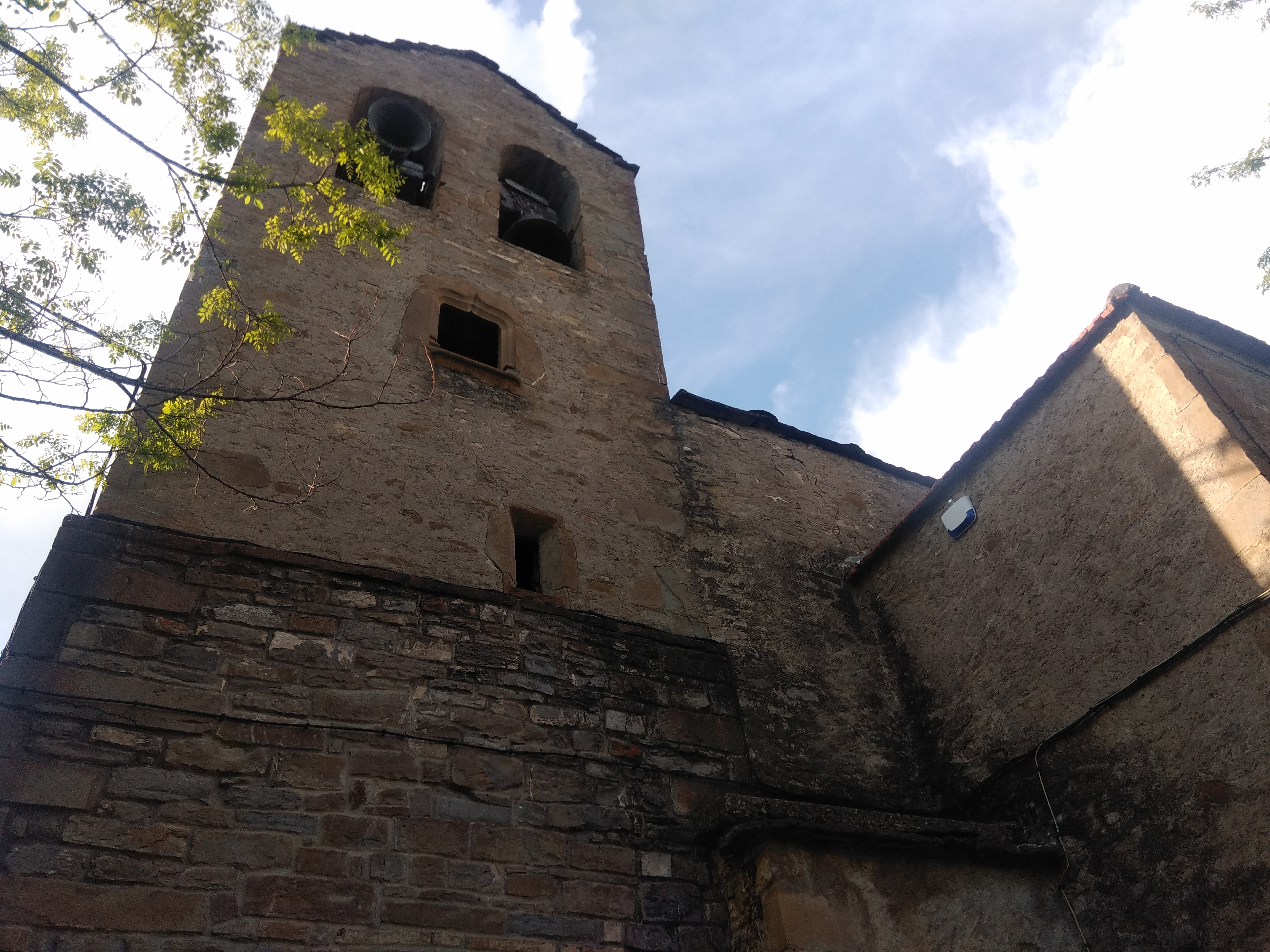
Parroquia de los santos Justo y Pastor

A mediados del siglo XIX Pascual Madoz en su Diccionario ofrece la siguiente visión de la localidad:

Su clima es frío pero sano, aunque propenso a tercianas. Tiene 12 casas, inclusa la del ayuntamiento con su cárcel, y una iglesia parroquial de los santos Justo y Pastor, la cual tiene por anejo el lugar de Pardinilla. Cerca de la población hay una fuente de la cual se surten los vecinos; y una ermita, a mayor distancias, bajo la advocación de Nuestra Señora de Espíello. El término es de secano y estéril, con algo de monte en la sierra confinante con el monte de Bolos. Los caminos son locales y malos [...] Producción: trigo, cebada, patatas, legumbres y hortalizas en corta cantidad y yerbas; cría ganado lanar, vacuno y de cerda, y caza perdices [...] Población 12 fuegos y 70 almas.

## Demografía
| Gráfica de evolución demográfica de Espuéndolas entre 1842 y 1960 |
| |
| Población de derecho según los censos de población del INE Población de hecho según los censos de población del INEEntre el censo de 1857 y el anterior, crece el término del municipio porque incorpora a Gracionepel, Martillue, Orante y Pardinilla Entre el censo de 1970 y el anterior, este municipio desaparece porque se integra en el municipio Jaca |

En 1495 tenía 8 "fuegos" que vendrían a ser unos 50 vecinos. En 1857 contaba con 86 habitantes, en 1900 con 267. Como ya se ha adelantado, la industrialización de la segunda mitad del siglo XX produjo en la comarca una fuerte emigración del campo a la ciudad, hasta el punto de que en 2017 contaba con 18 habitantes.

## Patrimonio arquitectónico

### Parroquia de lossantos Justo y Pastor
Inicialmente fue gótica, de los siglos XV y XVI, pero entre los siglos XVII y XVIII experimentó profundas reformas, al igual que otras iglesias de la comarca. La portada conserva el primigenio arco gótico, probablemente del siglo XV. Lo forman siete dovelas de grandes dimensiones; la de la clave presenta el anagrama de Jesús (IHS) con grafía gótica. 
La planta de la iglesia es rectangular, con capillas laterales poco profundas y testero recto. La cubre una bóveda barroca de cañón con lunetos.
Conserva una talla románica identificada con santa Isabel, fechable en el siglo XIII, que procede de la ermita de san Julián.
La torre campanario es de planta cuadrada, de cuatro metros de lado; tiene dos cuerpos y dos vanos con arcos de medio punto en el muro sur destinados a las campanas y debajo una ventana con arco conopial de estilo renacentista, que con toda probabilidad procede de otro edificio. Se cubre con tejadillo a dos aguas. Por su solidez constructiva pudo servir a la población de refugio y fortaleza. 

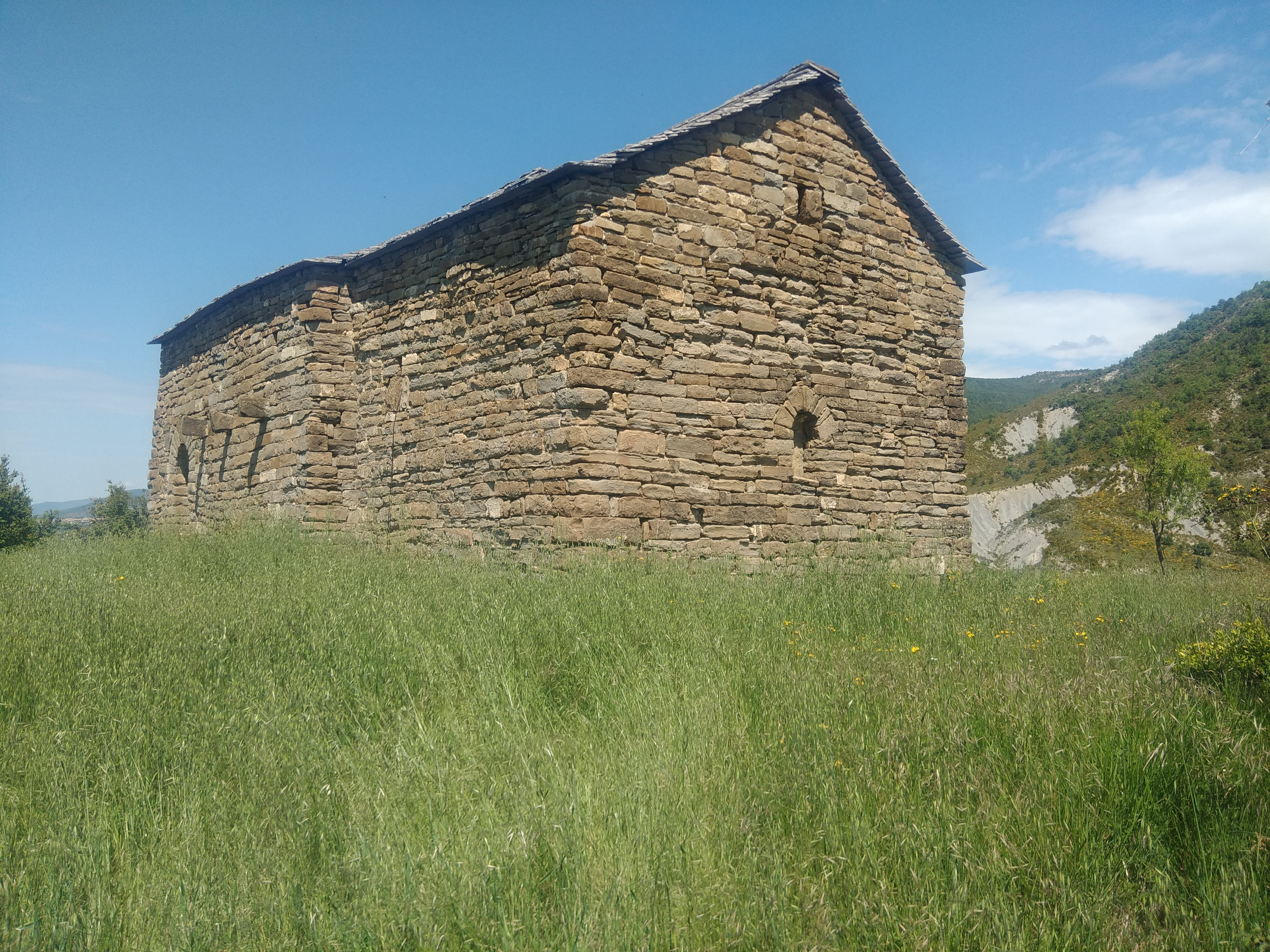
Ermita de santa Isabel, antiguo monasterio prerrománico de san Julián. Muros este y sur

### Ermita de santa Isabel, antiguo monasteriolo de san Julián de Asprilla
La ermita de santa Isabel, primitivamente fue un monasteriolo emplazado en la aldea llamada Asprilla que se despobló en la Edad Media y de la que solo quedan restos arqueológicos. Se encuentra a unos tres kilómetros al norte de Espuéndolas y se accede a ella por el amplio camino que lleva a la sierra de Baraguás.
Se trata de una construcción prerrománica que se relaciona estilísticamente, entre otras, con santa María de Liena (Murillo de Gállego), santa Eugenia de Luesia, san Adrián de Guasillo y san Jacobo de Ruesta.
Construida con sillarejo, es de reducidas proporciones, tiene planta rectangular que se hace más estrecha en la cabecera, la diferencia de anchuras se marca con un arco apuntado, posiblemente del siglo XIII. El testero es recto y tiene una ventana con arco de medio punto realizada rudimentariamente, pero que constituye un avance técnico en relación con otras iglesias prerrománicas de Aragón que carecen de ella. Por este motivo, la ermita de Asprilla se sitúa en los umbrales del románico. 
En el muro sur se encuentran la puerta que presenta arco de herradura, aunque poco pronunciado, que da noticia de su carácter prerrománico, y dos estrechas ventanas a manera de saeteras. En el interior, a lo largo de los muros norte y sur se disponen bancos corridos de piedra.

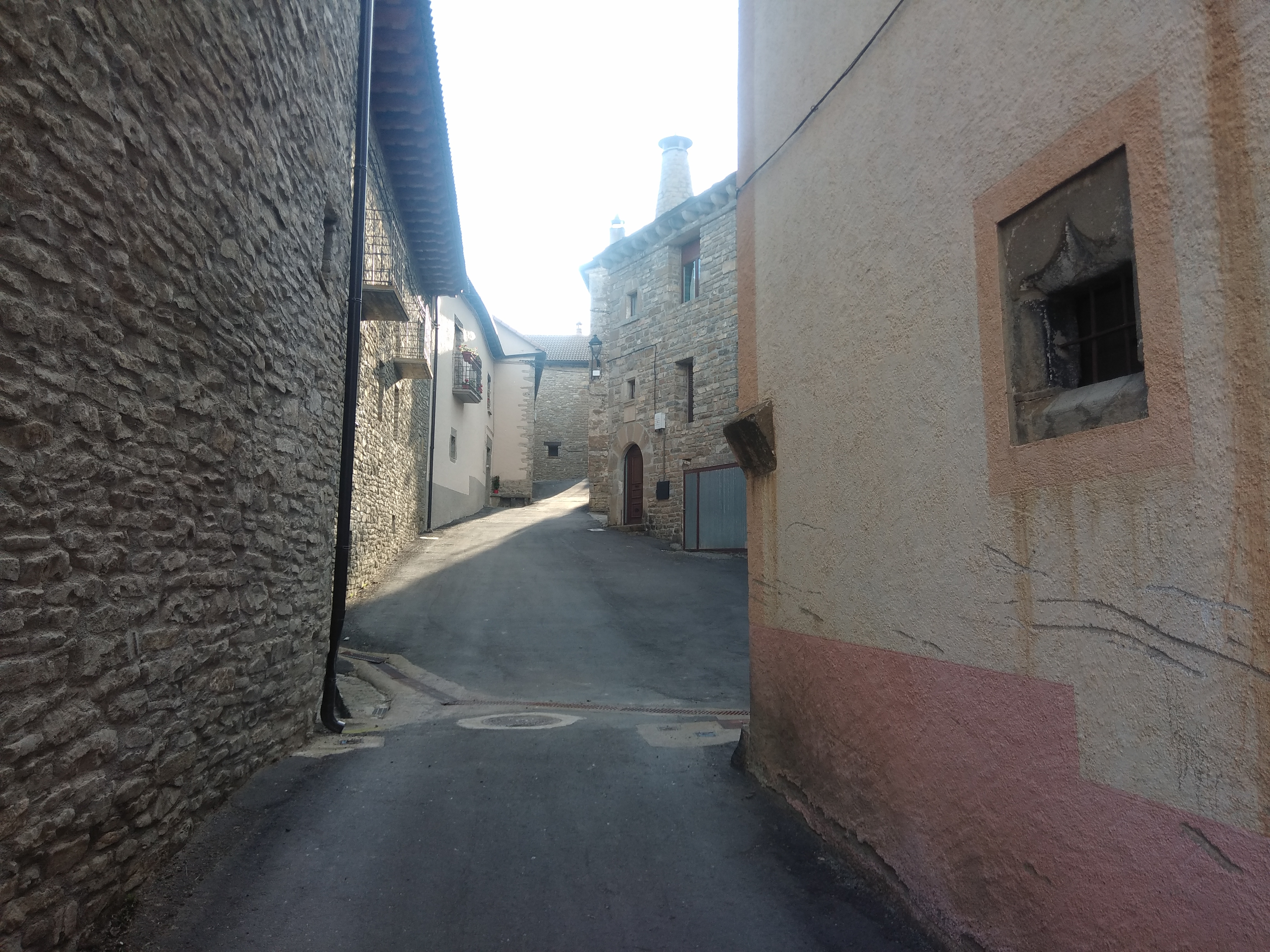
Calle de Espuéndolas

Tenía techumbre de madera con vertiente a dos aguas que fue sustituida por una  bóveda de cañón en el siglo XVIII. En el exterior la cubierta es de losas. La ermita fue reconstruida en 2000 con rigor .
Ya se ha expuesto en el apartado "Historia" que en 1049 Sancho Garcés de Asprilla donó el templo al monasterio de san Juan de la Peña, de donde se desprende que su construcción es anterior a la citada fecha.

### Arquitectura popular
Emplazada en la ladera de una "corona", sus calles descienden a la pequeña plaza, que más parece una encrucijada, desde la que se llega a la parroquia, situada en el extremo oriental. Las casas son de grandes dimensiones, construidas con mampostería y las fachadas puede estar enlucidas. Se presentan adosadas y exentas, y en dos ocasiones forman arcos que cruzan la vía pública, una práctica relativamente frecuente en la comarca. Las cubiertas originales eran de losa y en los vanos se pueden encontrar sencillos arcos conopiales renacentistas. Hay casas de turismo rural adecuadamente acondicionadas.

## Fiestas y romerías
- Fiesta de los santos Justo y Pastor, titulares de la parroquia. El tercer domingo de septiembre
- Fiesta de santa Isabel, titular de la ermita que también se conoce como de san Julián. 2 de julio

- Romería de santa Orosia, el 25 de junio en Jaca
- Romería de san Indalecio, en la explanada del monasterio nuevo de san Juan de la Peña, en la primera quincena de junio. Llegó a reunir hasta doscientos pueblos de la comarca que pedían al santo protección para sus campos frente a las tormentas y plagas. Tras la ceremonia religiosa cada localidad se reunía bajo su respectivo quejigo.

## Galería de imágenes

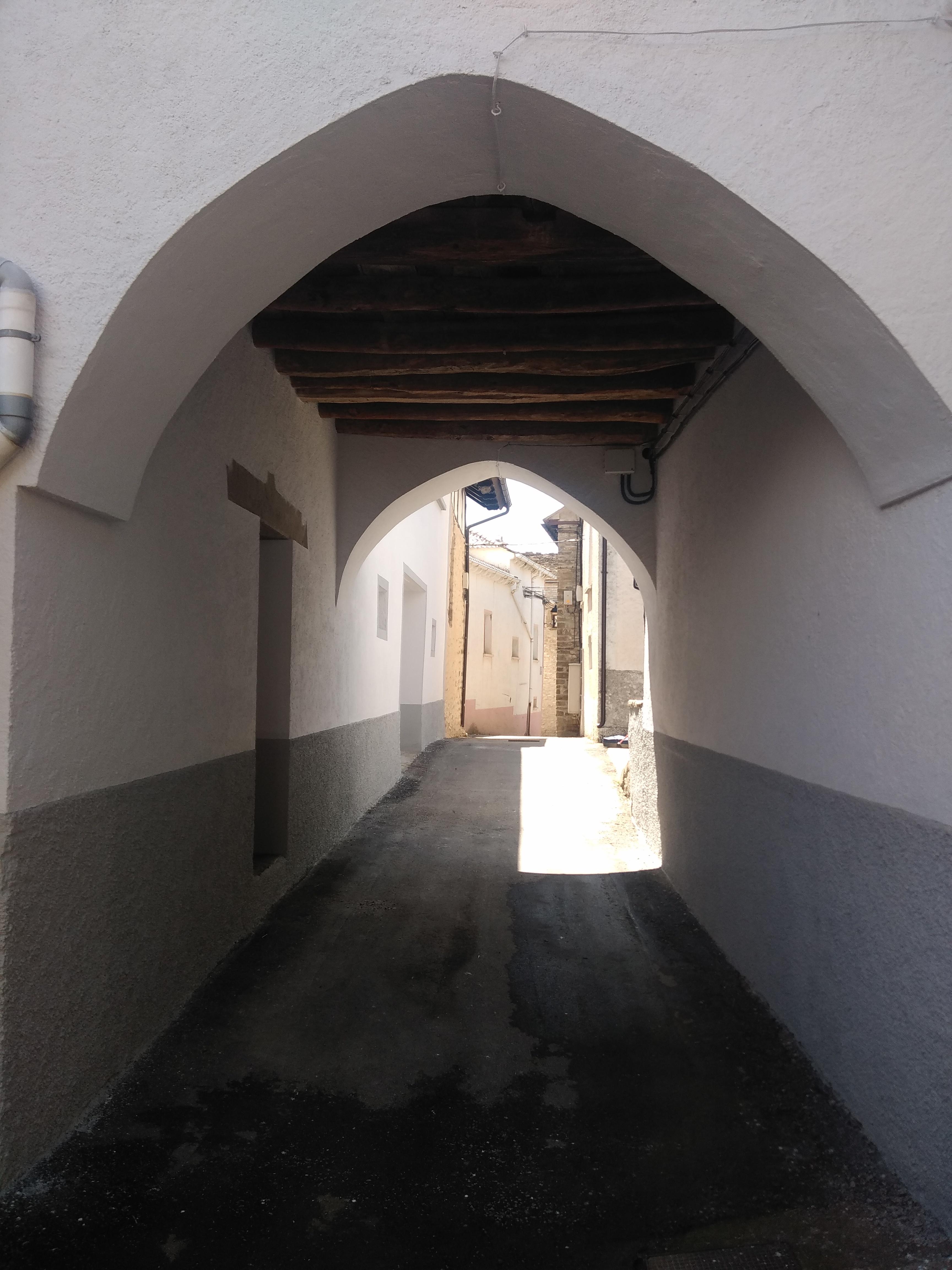
calle
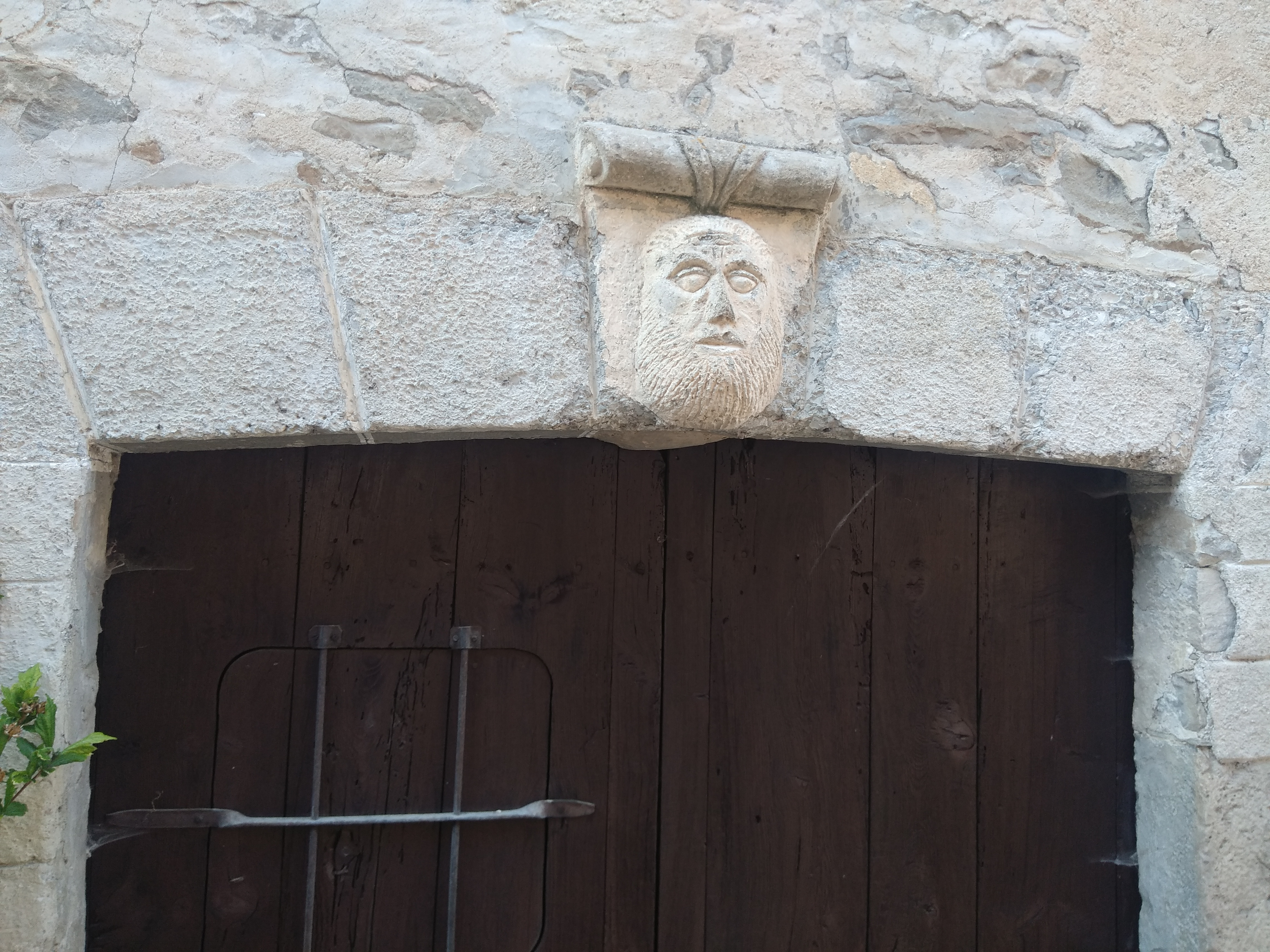
Puerta de Casa del Herrero
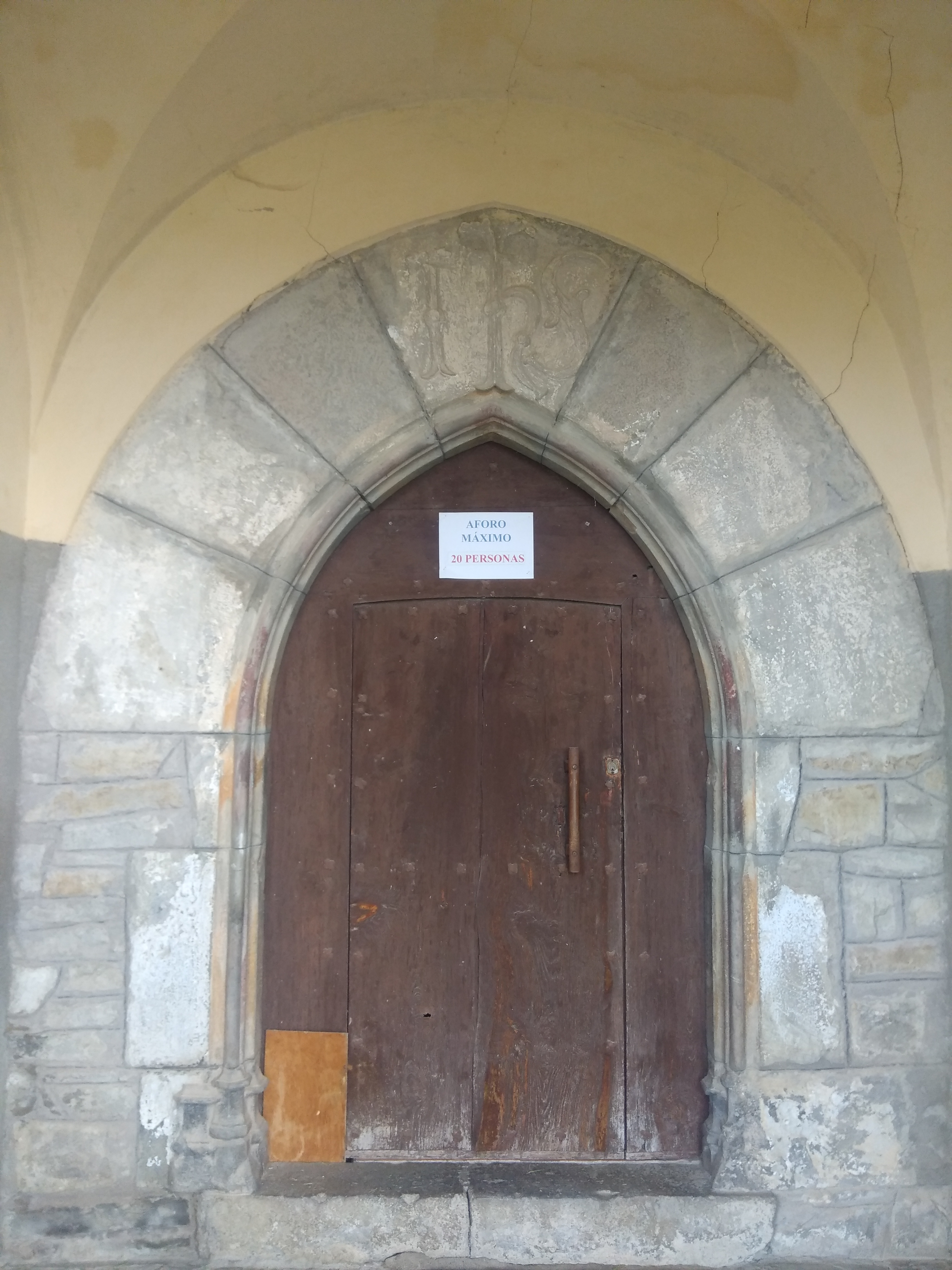
Parroquia, portada gótica con el anagrama IHS en la clave
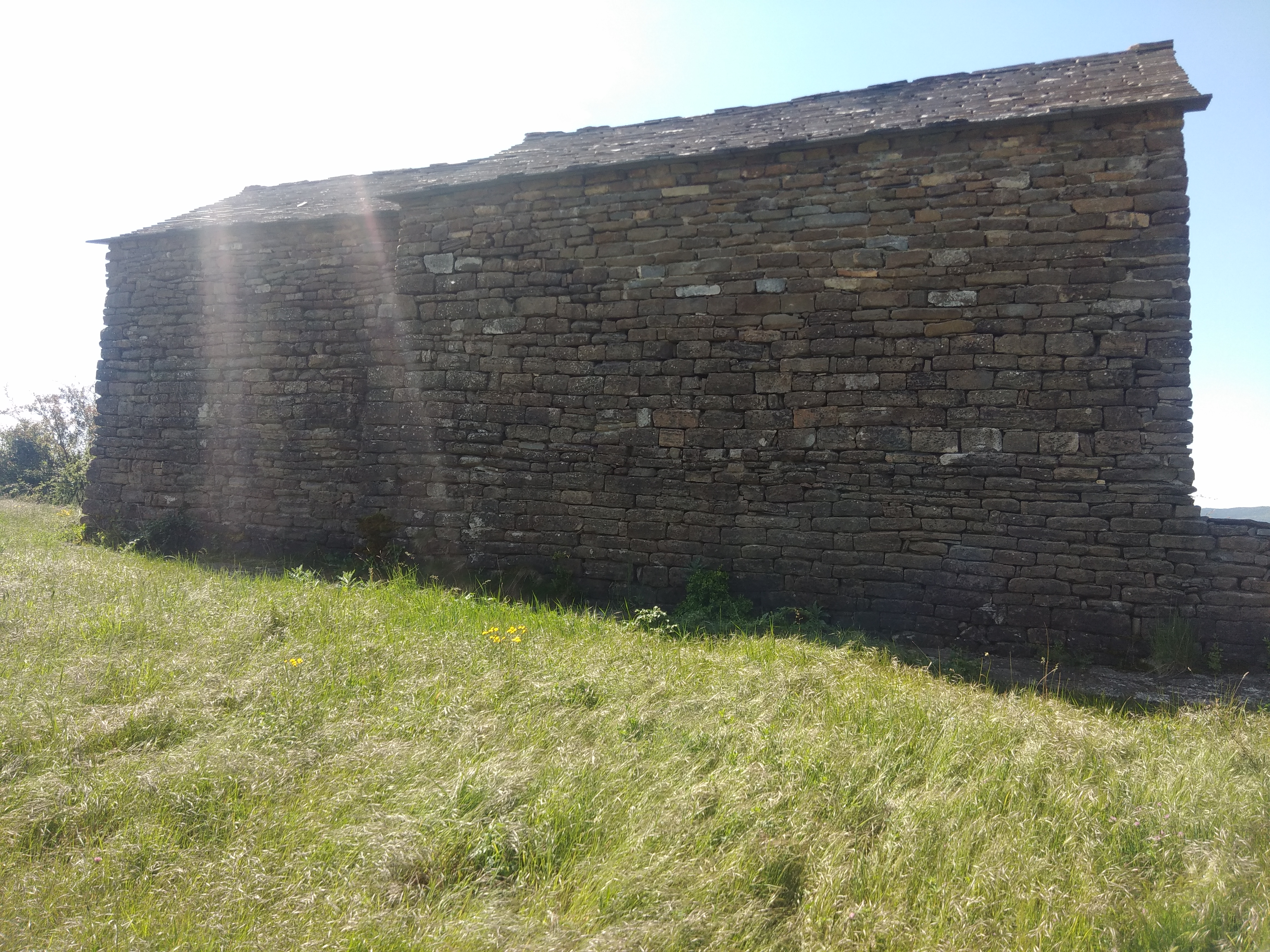
Ermita de santa Isabel, muro norte (S. XI)
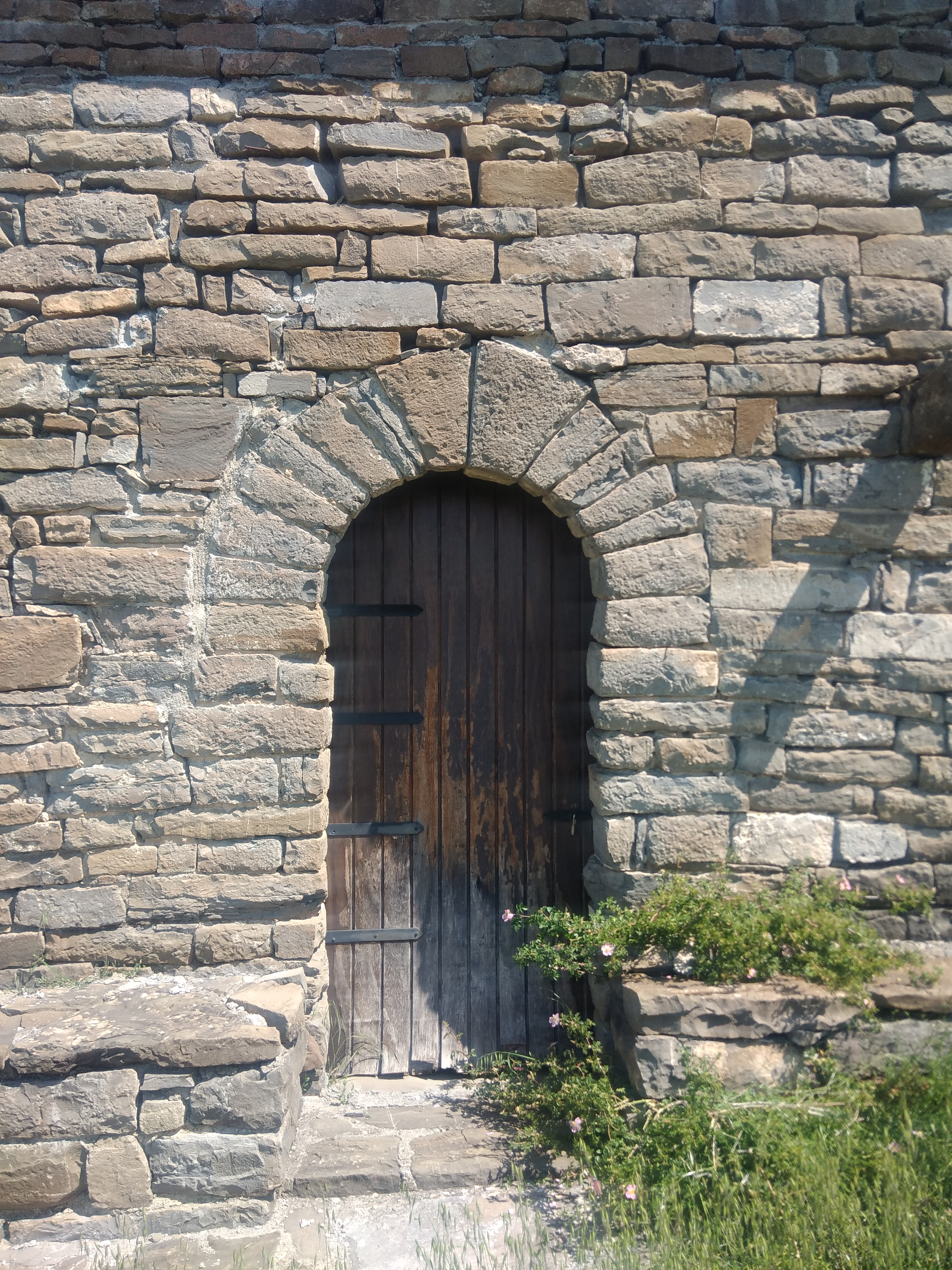
Ermita de santa Isabel, puerta con arco de herradura
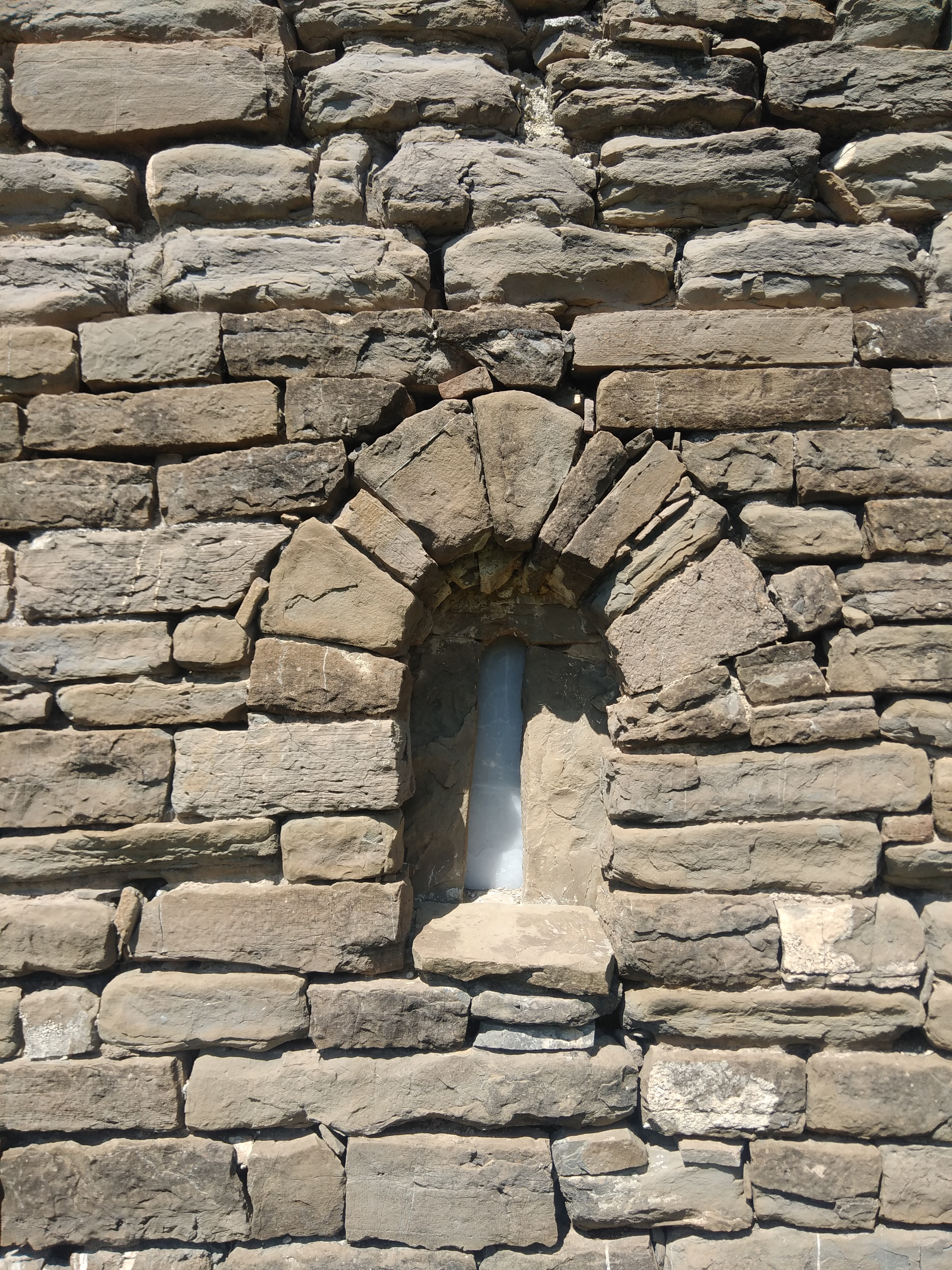
Ermita de santa Isabel, ventana de la cabecera en el muro sur